# Marcelina Vahekeni
Marcelina Vahekeni (née en 1990 à Ondjiva en Angola), est une reine de beauté angolaise, élue Miss Angola 2011.

## Vie privée
Marcelina est un modèle et elle est un étudiant de gestion des ressources humaines.

## Miss Univers 2012
Marcelina Vahekeni représenté l'Angola à Miss Univers 2012 tenue à Las Vegas. 